# Frank Hannon
Frank Hannon (Sacramento, Kalifornija 3. listopada 1966.), najpoznatiji je kao gitarist sastava Tesla.

## Životopis
Frank Hannon počeo je svirati gitaru s 10 godina, nakon što je slomio nogu na biciklu. Vježbao je cijelo vrijeme dok mu je noga bila u gipsu. Najveći utjecaj na njega ostavili su gitaristi Peter Frampton, Joe Walsh, Ted Nugent, Rick Derringer kao i Jimi Hendrix i glazba Led Zeppelina. Odrastajući u Sacramentu, Hannon je živio oko 1,5 kilometar od Briana Wheata i već je s 13 godina nastupao u glazbenom sastavu gdje je s lakoćom svirao Hendrixove pjesme. S 15 godina udružio se s Wheatom u sastavu Earthshaker. To je bio njihov prvi sastav na lokalnoj glazbenoj sceni. Hannon je naučio svirati i klavir od svoje majke. Također je svirao bas-gitaru i bubnjeve.
S 19 godina osniva sastav Tesla u kojem i danas svira.
Hannon je osnovao sastav Moon Dog Mane koji je izdao jedan album 1998. godine.
2005. Hannon je izdao svoj prvi solo album Guitarz From Marz koji je bio prodavan isključivo s Hannonove web stranice www.frankhannon.com.
Hannon voli mnoge vrste elektroničke glazbe uključujući blues, funk, jazz, metal i sve ih pokušava spojiti u svoj stil.
U slobodno vrijeme Hannon voli provoditi vrijeme izvan kuće sa svojom suprugom i troje djece. Osim glazbom, Hannon se u slobodno vrijeme okuša i u jahanju, streljaštvu, i kuhanju.

## Diskografija

### Tesla
- Mechanical Resonance (1986.)
- The Great Radio Controversy (1989.)
- Psychotic Supper (1991.)
- Bust a Nut (1994.)
- Into the Now (2004.)
- Real to Reel (2007.)
- Five Man Acoustical Jam (1990., uživo)
- Times Makin' Changes - The Best of Tesla (1995., najbolje iz 1986. – 1994.)
- 20th Century Masters - The Millennium Collection: The Best of Tesla (2001.)
- Replugged Live (2001., 2-CD uživo set)
- Standing Room Only (2005., uživo)
- Real to Reel (2007.)
- Real to Reel 2 (2007.)

### Moon Dog Mane
- Turn It Up (1998.)

### Frank Hannon Solo
- Guitarz from Marz (2005.)

## Vanjske poveznice
- Službene stranice  Arhivirana inačica izvorne stranice od 25. prosinca 2008. (Wayback Machine)
- Službene stranice Franka Hannona na MySpacu